# جدال مشت‌ها
جدال مشت‌ها (چینی: 拳擊 Quan Ji یا Kuen gik) فیلمی مربوط به هنرهای رزمی هنگ کنگ در سال ۱۹۷۱ به کارگردانی چانگ چه و با بازی دیوید چیانگ و تی لونگ است.
این فیلم در موقعیت مکانی در بانکوک فیلمبرداری شده و داستان مربوط به یک مهندس هنگ کنگی (چیانگ) است که برای یافتن برادر ناتنی گمشده خود (تی لونگ) که بوکسور موی تای است به تایلند می‌رود.

## بازیگران
- دیوید چیانگ در نقش فن کو
- تی لونگ به عنوان ونیل
- چینگ میائو به عنوان پدر دیینگ
- کو فنگ در نقش کانن
- چینگ لی در نقش یولان
- پاوانا چاناچیت (لائو لان یینگ) در نقش می دیا[۱]
- چان سینگ به عنوان کوانگ-رن
- یوئنگ چی-هینگ به عنوان یک مبارز پیر مست